# Hydropus sphaerosporus
Hydropus sphaerosporus är en svampart som först beskrevs av Dennis, och fick sitt nu gällande namn av Dennis 1970. Hydropus sphaerosporus ingår i släktet Hydropus och familjen Marasmiaceae.   Inga underarter finns listade i Catalogue of Life.